# Новая Крестьянка
Новая Крестьянка — деревня в Завьяловском районе Удмуртии, входит в Пироговское сельское поселение.

## География
Находится у истока реки Лудзя-Шур в 17 км к юго-западу от центра Ижевска, почти окружено лесом.

## Население
| 2010 | 2012 |
| ---- | ---- |
| 10   | ↘8   |